# Kurt Gouveia
Kurt Keola Gouveia (Honolulu, 14 settembre 1964) è un ex giocatore di football americano statunitense che ha giocato nel ruolo di linebacker nella National Football League (NFL). Al college giocò a football alla Brigham Young University.

## Carriera professionistica
Gouveia fu scelto nel corso dell'ottavo giro (213º assoluto) del Draft NFL 1986 dai Washington Redskins. Con essi vinse due Super Bowl: il Super Bowl XXII contro i Denver Broncos e il Super Bowl XXVI contro i Buffalo Bills. Nei playoff del 1991 mise a segno un intercetto in ognuna delle tre partite, incluso il Super Bowl. Rimase con essi fino al 1994 dopo di che giocò con Philadelphia Eagles (1995), San Diego Chargers (1996-1998), facendo ritorno ai Redskins per l'ultima stagione nella NFL nel 1999.

## Palmarès

### Franchigia
- Super Bowl : 2

Washington Redskins: XXII, XXVI
- National Football Conference Championship: 2

Washington Redskins: 1987, 1991

## Statistiche
| Partite totali | 184 |
| Tackle         | 819 |
| Sack           | 5,0 |
| Intercetti     | 10  |